# Hacienda
Una hacienda es un dominio o finca, similares a un latifundio romano, en España y el antiguo Imperio español. Originarias de Andalucía, las haciendas eran plantaciones (que quizás incluían animales o huertos), minas o fábricas, y muchas combinaban estas actividades. El término deriva del español «hacer» (del latín "facere") y «haciendo», refiriéndose a empresas comerciales productivas.
El término hacienda es impreciso, pero suele referirse a latifundios de gran tamaño, mientras que las propiedades más pequeñas se denominaban estancias o ranchos. Todas las haciendas coloniales eran propiedad casi exclusiva de españoles y criollos, o en raras ocasiones de mestizos. En Argentina, el término estancia se utiliza para grandes latifundios que en México se denominarían haciendas. En las últimas décadas, el término se ha utilizado en Estados Unidos para designar un estilo arquitectónico asociado con las casas señoriales tradicionales.
El sistema de haciendas de Argentina, Bolivia, Chile, Colombia, Guatemala, El Salvador, México, Nueva Granada y Perú era un sistema económico de grandes latifundios. Un sistema similar existía, a menor escala, en Filipinas y Puerto Rico. En Puerto Rico, las haciendas eran más grandes que las estancias; solían cultivar caña de azúcar, café o algodón; y exportaban sus cosechas al extranjero.

## Hacienda andaluza
Es la forma de  mayor monumentalidad entre las diferentes formas de hábitat rural de Andalucía, con frecuencia confundida con los cortijos. En los términos de la distinción metodológica que hace Ackerman, entre residencia señorial campestre, asociada a una gran explotación agraria, y la granja o hábitat de carácter puramente agrícola, en la que el dueño puede tener, o no, vivienda, la Hacienda pertenece clarísimamente al primer grupo.
La hacienda andaluza se asienta, como modelo, a partir de la ocupación del Valle del Guadalquivir por los castellanos, entre los siglos XIV y XVI, muy influida por la adopción de la idea social de la nostalgia por el campo, propia de la transición al Renacimiento.
En ese proceso, la hacienda se conformó con unas características concretas, condicionada por los procesos históricos del régimen de tenencia de la tierra y de la estructura de la propiedad, aunque diversos autores (Nicolás Torices y Eduardo Zurita, por ejemplo) entienden que, en la conformación de las características de la arquitectura rústica andaluza, tuvo un importante papel, precisamente, la adopción del ideal social de la nostalgia del campo por parte de las clases terratenientes, que hizo que la explotación agropecuaria asumiera la forma arquitectónica de villa campestre.
El proceso conceptual se completa, según las tesis de David Vassberg, debido a que los terratenientes castellanos, al contrario que los toscanos o venecianos, tenían en baja estima la vida en el campo, por lo que solían ocuparse directamente de sus explotaciones, considerando sus tierras más como un factor de prestigio social, que respaldaba su estatus social, que como una inversión.
Así pues, la hacienda acaba concibiéndose como una poderosa factoría agraria, no solo de producción aceitera, sino vitivinícola, de cereal y ganadera, complementándose entre sí. En el contexto social e ideológico del Barroco, especialmente en las tierras del Bajo Guadalquivir, se afianza además como residencia temporal de una acaudalada clase social, que hace de ella un centro de recreo y exhibición . Por tanto, la Hacienda es también una expresión de poder y posición social.

### Características

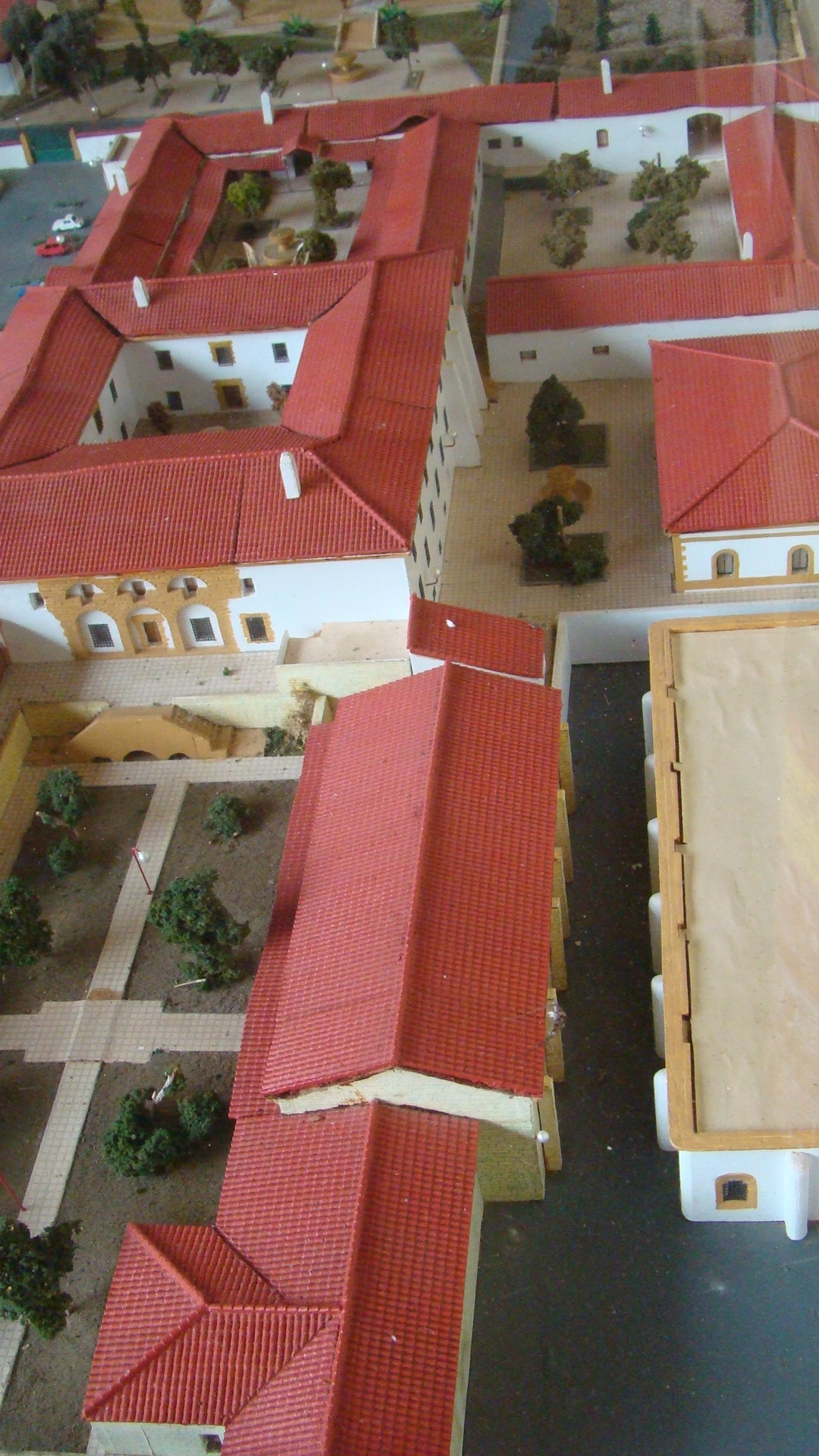
Maqueta de la Hacienda La Laguna, en Baeza, Jaén. Puede observarse la disposición de los edificios alrededor de los patios, con la casa señorial destacada.

Fernando Olmedo, en los inventarios de "Cortijos, Haciendas y Lagares" (Consejería de Obras Públicas y Transportes, 2001-2006), define sus grandes rasgos tipológicos:

Entre los edificios olivareros tradicionales se distinguen diferentes modelos. En la Baja Andalucía, en un triángulo que va desde los alrededores de Sevilla al oeste de Huelva y norte de Cádiz, junto con algunos puntos del interior, sobresalen las haciendas, grandes establecimientos rurales cuya principal actividad solía gravitar en torno a la producción de aceite, casi siempre en conjunción con otros aprovechamientos, sobre todo viña, sembradura y ganaderas. En áreas de la Alta Andalucía el término hacienda aparece también vinculado a unas pocas posesiones y caseríos de excepcional extensión, sin relacionarse necesariamente con el olivar. Gran parte de las haciendas manifiestan una complejidad y exuberancia arquitectónica poco corriente. En señorío puede destacar hasta el punto de imprimir a los conjuntos un sello especial, acompañándose de capillas, jardines y otros elementos. Al núcleo residencial de la propiedad se añaden viviendas de trabajadores y dependencias de labor, que pueden abarcar desde almazaras, lagares y bodegas de vino, a graneros, cuadras, tinaos y pajares, organizados en torno a patios domésticos y de labor.
—(Fernando Olmedo Granados, "La arquitectura agraria en Andalucía").

En el núcleo que conforman los distintos edificios de una hacienda, encontramos tres grupos bien definidos de construcciones, en un plano claramente jerarquizado:
- La vivienda señorial, realizada con materiales de mayor calidad (mampuesto, granito, mármol...), que incorporan usualmente elementos propios de la arquitectura urbana, tales como torres contrapeso, con remates elaborados, torres mirador, capillas, espadañas o magníficas portadas, singularizados como hitos destacados sobre las líneas de cubierta. En general, estos edificios, verdaderos palacios en muchos casos, siguen el estilo o corriente artística más acreditada en el momento de su construcción.[8] El acceso a la vivienda señorial no se realiza desde el patio principal, sino desde un patio propio, que suele estar comunicado con aquel.
- El conjunto de viviendas de encargados y personal fijo, situadas, junto con algunas construcciones de carácter auxiliar de tipo fabril, en torno al patio principal, al que se accede desde un portón exterior, usualmente rematado por un escudo u hornacina decorada, y que hace funciones de distribuidor. Suelen ser construcciones en tapial o ladrillo, con verdugadas en algunos lugares, esquinazos de mampuesto, rollizo sin desbastar en las armaduras, y todo encalado.[9] Las cubiertas suelen ser a dos aguas, rematadas a veces en las fachadas del portón.
- El conjunto de construcciones agrícolas y estancias para jornaleros y gañanes, incluido el comedor colectivo, que normalmente se disponían en torno a un segundo patio, posterior, relacionado con el principal, pero con acceso directo desde el exterior, por la zona de cuadras y corrales. Se construían en tapial y de forma más sencilla que el resto del conjunto.

### La influencia en el mundo

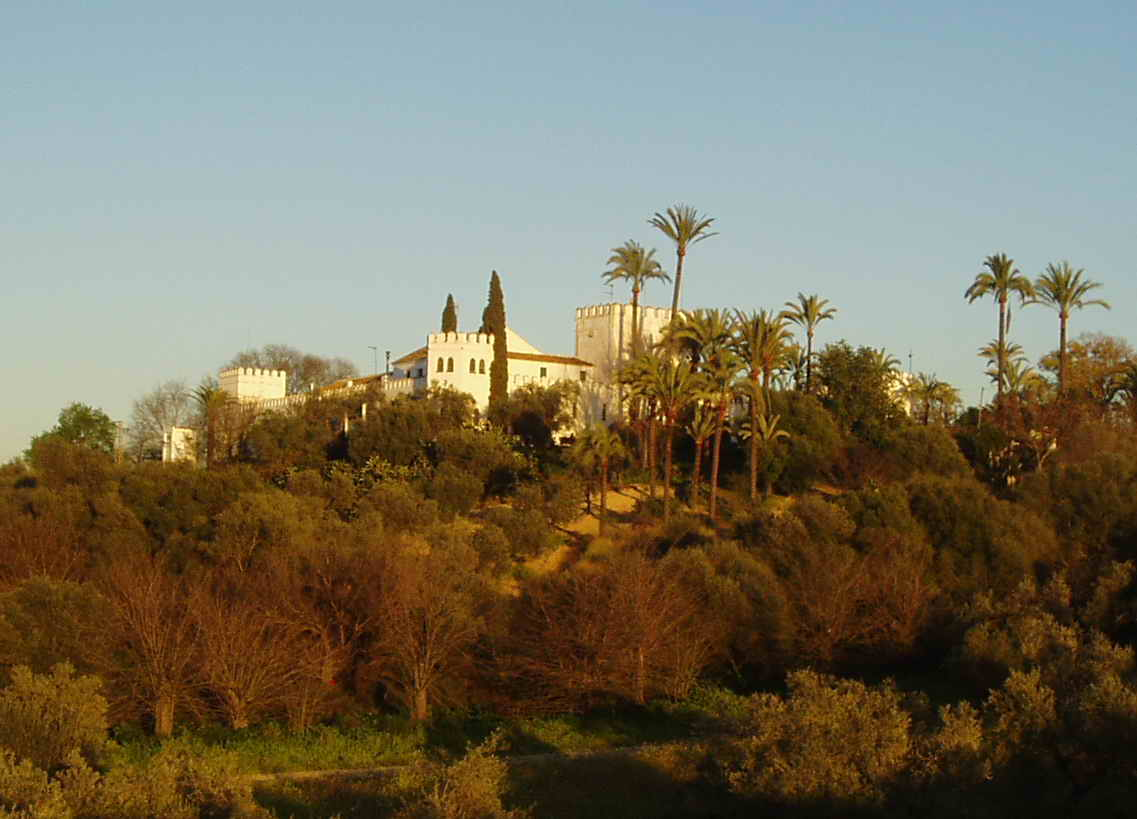
Hacienda Torre de Doña María, Dos Hermanas, Sevilla.

Está establecida una marcada influencia de los modelos andaluces en los edificios privados construidos en América, tanto en la disposición general, como en los elementos de las residencias (patios, cierres, huecos...). Concretamente, dentro del ámbito de las construcciones rurales, las haciendas andaluzas sirven de referencia directa a las que se multiplican en las tierras americanas. En muchos casos, las propias haciendas andaluzas cumplían un papel importante en la producción y almacenaje de productos destinados al Nuevo Mundo e incluso pertenecían a indianos. La Hacienda de San Ignacio de Torrequemada (1708) en Bollullos de la Mitación, por ejemplo, perteneció a la provincia de Chile de la Compañía de Jesús.
Las influencias se producen desde las construcciones mudéjares y renacentistas, pero sobre todo se perciben de forma clara a partir del siglo XVII, durante el Barroco.  Esta fuerte tradición andaluza se percibe en algunos de los elementos esenciales de la ordenación de las haciendas, especialmente en la instrumentalización del patio como una constante arquitectónica, así como en la correlación morfológica producto de una actitud volumétrica y formal.
Sin embargo, no debe entenderse, en ningún caso, que se trató de una transposición total de los modelos andaluces al Nuevo Mundo. Al contrario, aunque los patrones de organización y tipología están claramente relacionados, existen evidentes diferencias entre la Hacienda Andaluza y las Haciendas americanas, comenzando por las causas que dieron lugar a su nacimiento, por la función social que adquieren y por el carácter y dimensión de los recintos, sin hablar de las propias finalidades productivas, pues recordemos que la corona prohibió al virreinato de Nueva España el cultivo de la vid y del olivo.

## Hacienda mexicana

### Origen

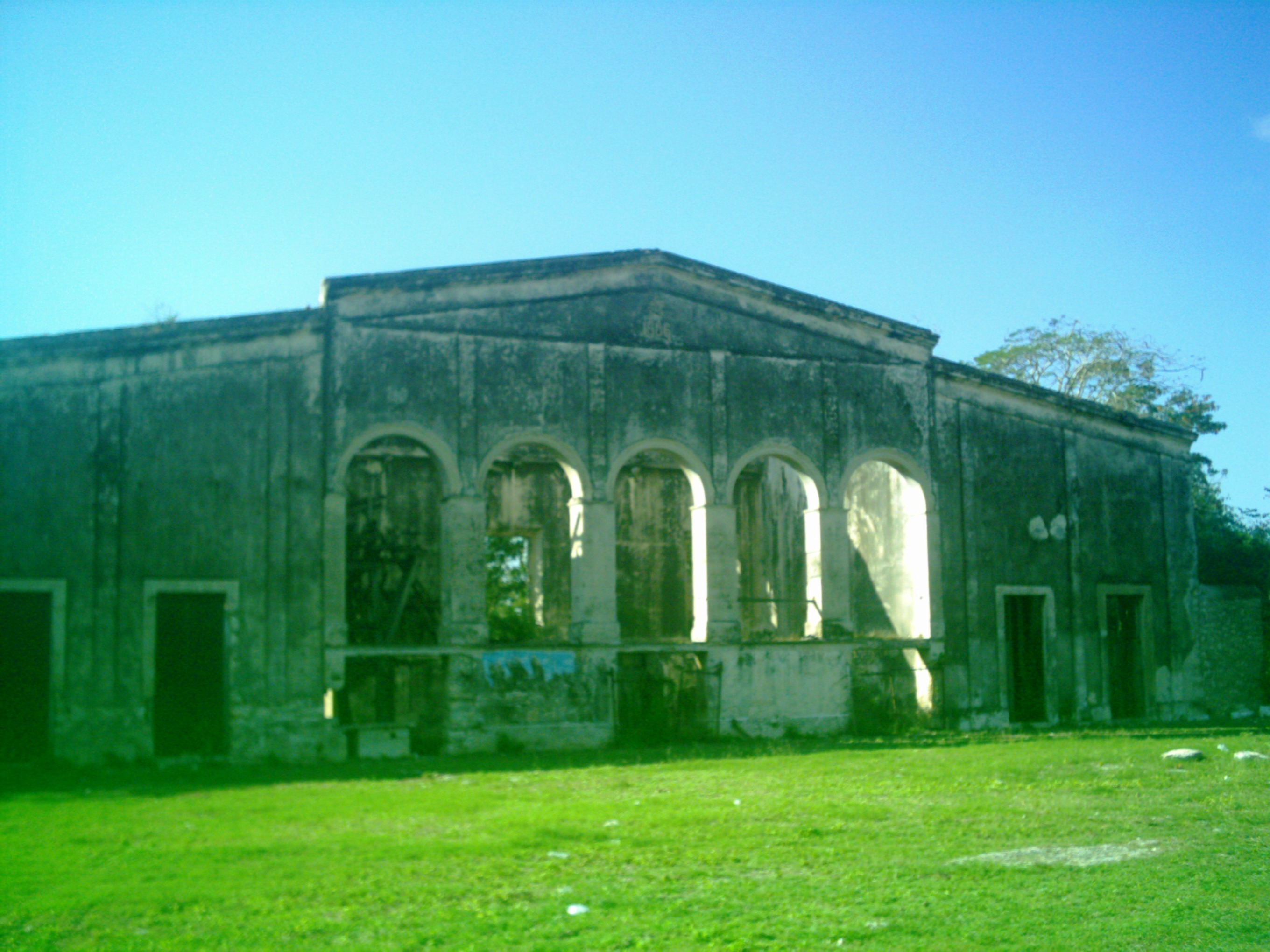
Casa principal abandonada de una hacienda del Estado de Yucatán.

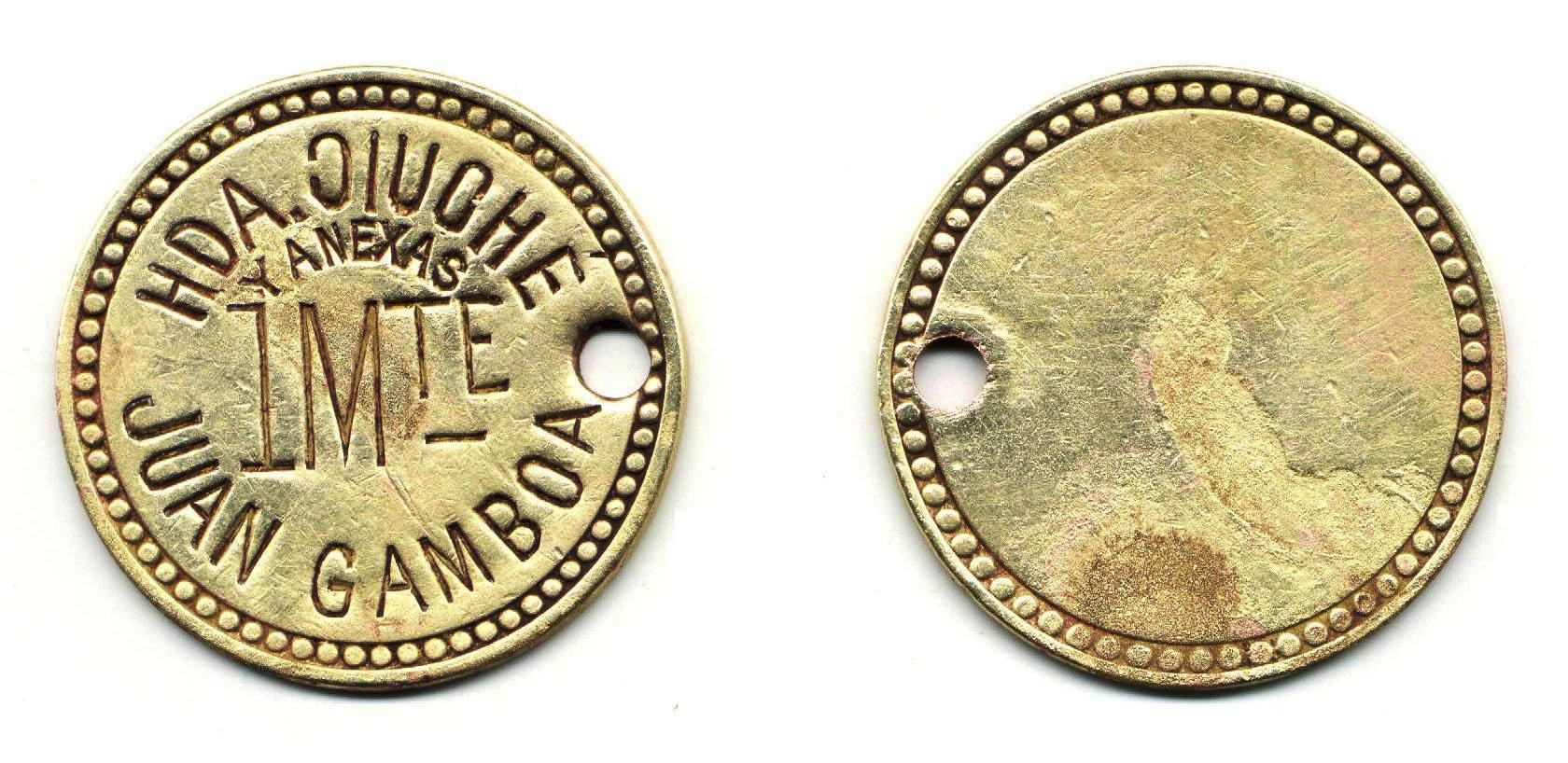
Ficha de una hacienda yucateca.

Tras la conquista de Tenochtitlan y el reparto por la Corona española de tierras de Nueva España, que intentó salvaguardar las tierras indígenas prohibiendo su posesión por los españoles, se produjo una violación sistemática de esta disposición, llegando incluso a concederse mercedes de ganado, por los virreyes, en estas tierras. La creciente demanda interna y externa de productos agrícolas y ganaderos, propició la expansión territorial y económica de las labores y estancias de ganado, y este fenómeno dio origen al surgimiento de la hacienda. La palabra Hacienda aparece usada por primera vez en Nueva España, en la segunda mitad del siglo XVI, en los planos de algunas propiedades de este tipo.
A partir del siglo XVII, la hacienda constituyó, en palabras de Terán Bonilla, una unidad productiva con una organización compleja, con unas características estructurales muy concretas:
- Dominio sobre los recursos naturales de una zona (tierra y agua)
- Dominio sobre la fuerza de trabajo
- Dominio sobre los mercados regionales y locales

El auge principal de estas construcciones tuvo lugar en el siglo XVIII, especialmente en la zona de Puebla-Tlaxcala, donde aún permanecen más de cien de ellas. Tuvieron un papel muy importante en la historia y economía de Nueva España y, en muchos casos, se especializaron productivamente: ganaderas, azucareras, productoras de añil o de cacao, etc.
En Yucatán, México, son famosas las haciendas henequeneras que cobraron auge en la segunda parte del siglo XIX y principios del XX, porque en ellas se gestó y desarrolló la agroindustria del henequén que dio impulso económico determinante al estado de Yucatán y a la región peninsular en su conjunto, particularmente durante tal época finisecular. La riqueza producida por estas unidades productivas ayudó a financiar las campañas bélicas del Ejército Constitucionalista, comandado por Venustiano Carranza durante la etapa inicial de la Revolución mexicana, gracias a la intervención del general Salvador Alvarado en el gobierno de Yucatán. Muchas de estas haciendas han sido convertidas en lujosos hoteles que atraen al turismo internacional y le muestran con elegancia su gloria pasada.

### Tipología

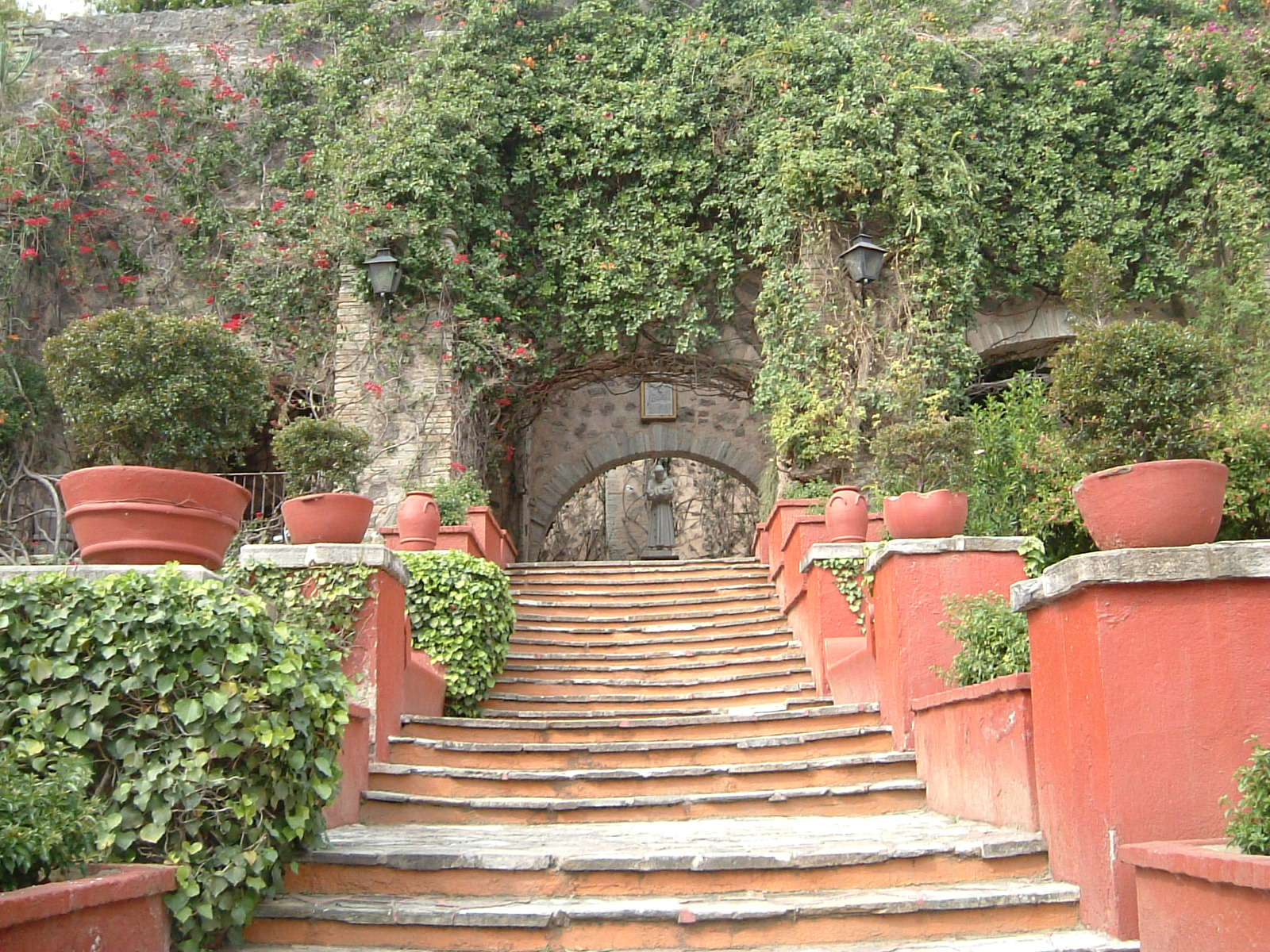
Hacienda San Gabriel, en Guanajuato.

Hay tres tipos básicos de haciendas, en función de la disposición de los edificios que las forman:
1. Haciendas cuyos edificios forman una unidad, es decir, que están integrados entre sí. Generalmente agrupados en torno a un patio, al que daban la casa principal, así como las áreas administrativas, los trojes y tinacales. Por lo usual, incluían una capilla, con acceso directo desde el patio. Las casas de los trabajadores, se situaban fuera de este núcleo principal.
2. Haciendas conformadas por edificios dispersos. Era frecuente que el área ocupada por los mismos se delimitara mediante una tapia perimetral, en la que se abría un portón con zaguán, para controlar las entradas y salidas. Al conjunto, se le denomina casco de la hacienda.
3. Haciendas mixtas, es decir, que poseen un conjunto agrupado de construcciones principales y, a la vez, edificios aislados del mismo.

Las haciendas mexicanas suelen disponer de una casa señorial, llamada usualmente "casco", dispuesta en forma de cuadro, L o U, alrededor del patio; muy a menudo, estos cascos o viviendas señoriales son edificios arquitectónicamente muy relevantes, de buen tamaño, normalmente con dos plantas y cuidada ornamentación, incluyendo jardines y otros elementos vinculados al lujo. Disponen también de otras edificaciones auxiliares: Las calpanerías (el equivalente a las casas de gañanes andaluzas); las trojes o almacenes de grano y semillas; las eras, situadas usualmente junto a la troje, normalmente delimitadas por un murete; los Macheros (para los animales de tiro) y Establos (para las vacas), en forma de cobertizo que daba a un patio secundario; los Tinacales, edificios destinados a la producción de pulque; además de los edificios administrativos y la ya citada capilla. Estas haciendas, particularmente las de tipo ganadero, por su extensión, contaban con determinado número de ranchos, pueblos o estancias, donde los vaqueros podían pernoctar debido al trabajo de cuidado del ganado (que podía llegar a tener miles de cabezas), que requería la presencia del caporal y sus vaqueros en las llanuras de la propiedad durante varias jornadas.

## Casa patronal chilena
Una de las variantes personalizadas del modelo de hacienda andaluza en Iberoamérica son las llamadas casas patronales de Chile, construcciones campesinas complejas dentro de su sobriedad y sencillez. El establecimiento de estas nuevas haciendas, comenzó como consecuencia de las merced de tierras otorgadas por los gobernadores españoles en los distintos corregimientos, consolidadas por la asignación de indios mediante encomienda. 

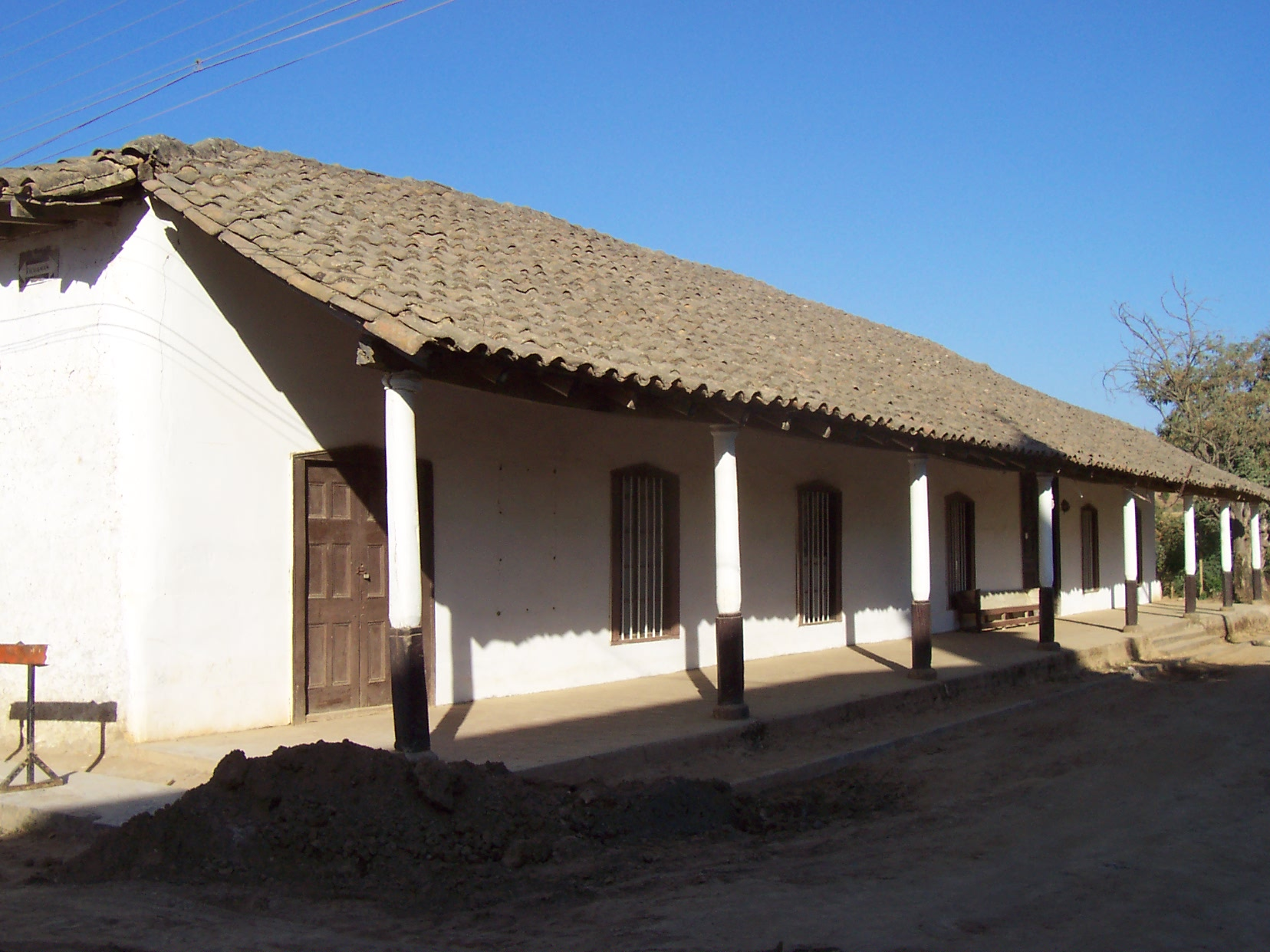
Antigua Casa Patronal en Nirivilo, lugar tradicional de la provincia de Linares (Chile).

Hacia 1650 se levantan los primeros muros de casas patronales. En estas unidades, convivían cientos de personas, bajo la tutela de sus dueños, incluyendo empleados, capataces, inquilinos, afuerinos e, incluso, esclavos. Es entre 1750 y 1900, cuando las casas adquieren prestancia y se convierten en verdaderos conjuntos arquitectónicos al estilo de las haciendas, reemplazándose en muchas ocasiones la vivienda del patrón por edificios de pretensiones palaciegas.
El eje del diseño era, por supuesto, el patio, cuyo contorno estaba cerrado por edificios variados: Residencia del propietario, oficinas y servicios (incluyendo en muchos casos una escuela), herrerías, bodegas, establos... Los materiales usados para las construcciones eran, en su mayoría, de la zona: Piedra bolón para los cimientos; barro y paja para cortar los adobes; madera para labrar vigas, dinteles, canes y sopandas, y también para montar las puertas y ventanas. Con arcilla de cierta calidad se fabricaban las tejas y los ladrillos del piso. El polvillo y la cal recubren finalmente el adobe. Desde una óptica conceptual y material, se trata pues de arquitectura de carácter popular y regional. Como elemento peculiar, respecto de otras formas de Hacienda, destaca la alameda de acceso y la explanada que, como remedo de plaza urbana, servía de punto de llegada y control.

## Casas de hacienda en Nueva Granada y Venezuela
Las características agro-económicas de la mayor parte de las zonas que integraron Nueva Granada (Colombia y, en buena medida, Venezuela), muy limitadas en comparación con Nueva España o Perú, se reflejan de forma clara en la arquitectura rural. La gran extensión en esta área de la modalidad de trabajo agrícola por concertación directa entre hacendados e indígenas, y la aparición de un campesinado mestizo, dio lugar a la existencia de formas de explotación de la tierra, como la aparcería, poco usuales en otras zonas. Esta peculiaridad, afectó a la arquitectura hacendística colombiana.
La influencia andaluza sigue siendo muy fuerte, sobre todo en la ordenación de las construcciones y en los criterios tecnológicos, aunque en Nueva Granada se opera una reducción dimensional y estética extraordinaria, con tratamiento arquitectónico marginal. Comparativamente a los modelos andaluces y mexicanos, las mayores haciendas de Nueva Granada apenas serían anexos secundarios en aquellos. De hecho, el término hacienda se aplicó en el área colombiana a toda explotación que superaba las 20 hectáreas. La volumetría y apariencia de las casas de hacienda de época colonial que aún se mantienen, datan básicamente de la segunda mitad del siglo XVIII, y se corresponden con una tipología claramente popular. 
Se ordenan, como en todos los casos de haciendas americanas, alrededor de un patio central, aunque es usual que uno de sus lados no se cierre con construcción. El conjunto se organizaba a partir de espacios no diferenciados o genéricos, solución muy funcional para economías de subsistencia, y sólo cuando el área construida superaba los 500-700 metros cuadrados, aparecía una cierta jerarquización funcional de los espacios. Algunas casas de hacienda incorporaron elementos distintivos respecto de otras zonas, como el caney o galería abierta exenta de la casa, utilizada para el procesamiento del tabaco; o el trapiche, molino de caña de azúcar primitivo. Un elemento típico, de claro origen andaluz, son las tapias que delimitan los espacios complementarios a las casas.